# Mariano Gutiérrez Salazar
Mariano Gutiérrez Salazar OFMCap (* 14. Juni 1913 in Villacidayo; † 23. Oktober 1995) war ein spanischer römisch-katholischer Ordensgeistlicher und Apostolischer Vikar von Caroní in Venezuela.

## Leben
Mariano Gutiérrez Salazar trat der Ordensgemeinschaft der Kapuziner bei und empfing am 9. Juni 1936 das Sakrament der Priesterweihe.
Am 11. März 1968 ernannte ihn Papst Paul VI. zum Titularbischof von Bamaccora und zum Apostolischen Vikar von Caroní. Der Apostolische Nuntius in Venezuela, Erzbischof Felice Pirozzi, spendete ihm am 28. Juli desselben Jahres in der Kathedrale Santo Tomás in Ciudad Bolívar die Bischofsweihe; Mitkonsekratoren waren der Erzbischof von Ciudad Bolívar, Crisanto Darío Mata Cova, und der emeritierte Apostolische Vikar von Caroní, Constantino Gómez Villa OFMCap.